# L.A. (Amy Macdonald)
L.A. è un singolo della cantautrice britannica Amy Macdonald, pubblicato il 15 ottobre 2007 dall'etichetta discografica Vertigo in Regno Unito
Il brano è stato scritto dalla stessa cantautrice e prodotto da Pete Wilkinson ed è stato inserito nell'album di debutto della Macdonald, intitolato This Is the Life.

## Tracce
Promo - CD-Single (Vertigo / Melodramatic LACJ1)
Testi e musiche di Amy Macdonald.
1. L.A. (Bob Clearmountaiin Radio Edit) – 3:06

## Classifiche
| Classifica (2007) | Posizione massima |
| ----------------- | ----------------- |
| Regno Unito       | 48                |